# 波·達勒斯
波·達勒斯（英語：Bo Dallas，1990年5月25日—），本名泰勒·麥可·羅登達（英語：Taylor Michael Rotunda），是世界摔角娛樂旗下職業摔角選手，並在世界摔角娛樂節目SmackDown中亮相。波·達勒斯的哥哥是同在世界摔角娛樂的選手布雷·外耶特。
在波·達勒斯的摔角事業中，波·達勒斯曾是一次NXT冠軍及一次Raw 雙打冠軍（與Curtis Axel）。